# Michael Carbel
Michael Carbel Svendgaard (7 de febrero de 1995) es un ciclista danés que fue profesional entre 2014 y 2020.

## Palmarés
2014
- Dorpenomloop Rucphen
- 2.º en el Campeonato de Dinamarca en Ruta

2017
- 3.º en el Campeonato Mundial en Ruta sub-23

2018
- 3.º en el  Campeonato de Dinamarca en Ruta

2019
- 1 etapa de la Flèche du Sud

## Equipos
- Cult Energy (2014-2015)
  - Cult Energy Vital Water (2014)
  - Cult Energy Pro Cycling (2015)
- Stölting Service Group (2016)
- Team Virtu Cycling (2017)
- Fortuneo-Samsic (2018)
- Team Waoo[2] (2019)
- NTT Pro Cycling[3] (2020)